# Mario Little
Pour les articles homonymes, voir Little.
Mario Deantwan Little, né le 29 décembre 1987 à Chicago dans l'Illinois, est un joueur américain de basket-ball.